# Suuri Petäjäjärvi (sjö i Ilomants, Norra Karelen)
Suuri Petäjäjärvi är en sjö i kommunen Ilomants i landskapet Norra Karelen i Finland. Den är 4,1 meter djup. Arean är 36 hektar och strandlinjen är 6,55 kilometer lång. Sjön  ingår i Vuoksens huvudavrinningsområde.   Den ligger omkring 86 kilometer nordöst om Joensuu och omkring 460 kilometer nordöst om Helsingfors. 